# W. J. Galbraith
William J. Galbraith (* 21. Februar 1883 im Susquehanna County, Pennsylvania; † 21. Dezember 1956 in Sparta, Missouri) war ein US-amerikanischer Jurist und Politiker (Republikanische Partei).

## Werdegang
Über die Jugendjahre von William J. Galbraith ist nichts bekannt. 1901 zog er in das Arizona-Territorium und ließ sich dort im Cochise County nieder. In der Folgezeit besuchte er die Stanford University und die University of Chicago. Seine Zulassung als Anwalt an allen Gerichten im Arizona-Territorium und dem Obersten Gerichtshof der Vereinigten Staaten erhielt er 1909. Er war von 1909 bis 1913 als Juraprofessor an dem University of Arizona College of Law tätig und fungierte als stellvertretender Attorney General vom Arizona-Territorium. Während dieser Zeit lebte er in Tucson (Pima County). Galbraith wurde dort nach 1912 der zweite Gruppenleiter des Ortsverbands der Boy Scouts of America. Er saß im Repräsentantenhaus von Arizona (4. Arizona State Legislature) und war Mitglied in der Uniform Law Commission (ULC) von Arizona zwei Amtszeiten lang. Seit 1915 lebte er in Phoenix (Maricopa County). Er wurde 1920 zum Attorney General von Arizona gewählt – ein Posten, den er bis 1923 unter der Administration von Gouverneur Thomas Edward Campbell innehatte. Sein Nachfolger wurde der Demokrat John W. Murphy. Bei der Kandidatur von Galbraith im 1. Kongresswahlbezirk von Arizona im Jahr 1924 erlitt er eine Niederlage gegenüber dem Demokraten Carl Hayden.